# Can Parull (Mataró)
Can Parull és u edifici de Mataró (Maresme) protegida com a Bé Cultural d'Interès Local.

## Descripció
Es tracta d'un edifici de planta baixa i dues plantes pis. En planta baixa presenta dues obertures amb arcs escarsers amb un estucat a carreu lliscat. Al primer pis un balcó longitudinal abraça les dues obertures rematades per capitells compostos. Al segon se situen dos balcons. En la part de l'edifici vuit mènsules de terracotta sostenen la cornisa i un acroteri amb balustres i dos florons.